# Adele (Sängerin)/Auszeichnungen für Musikverkäufe

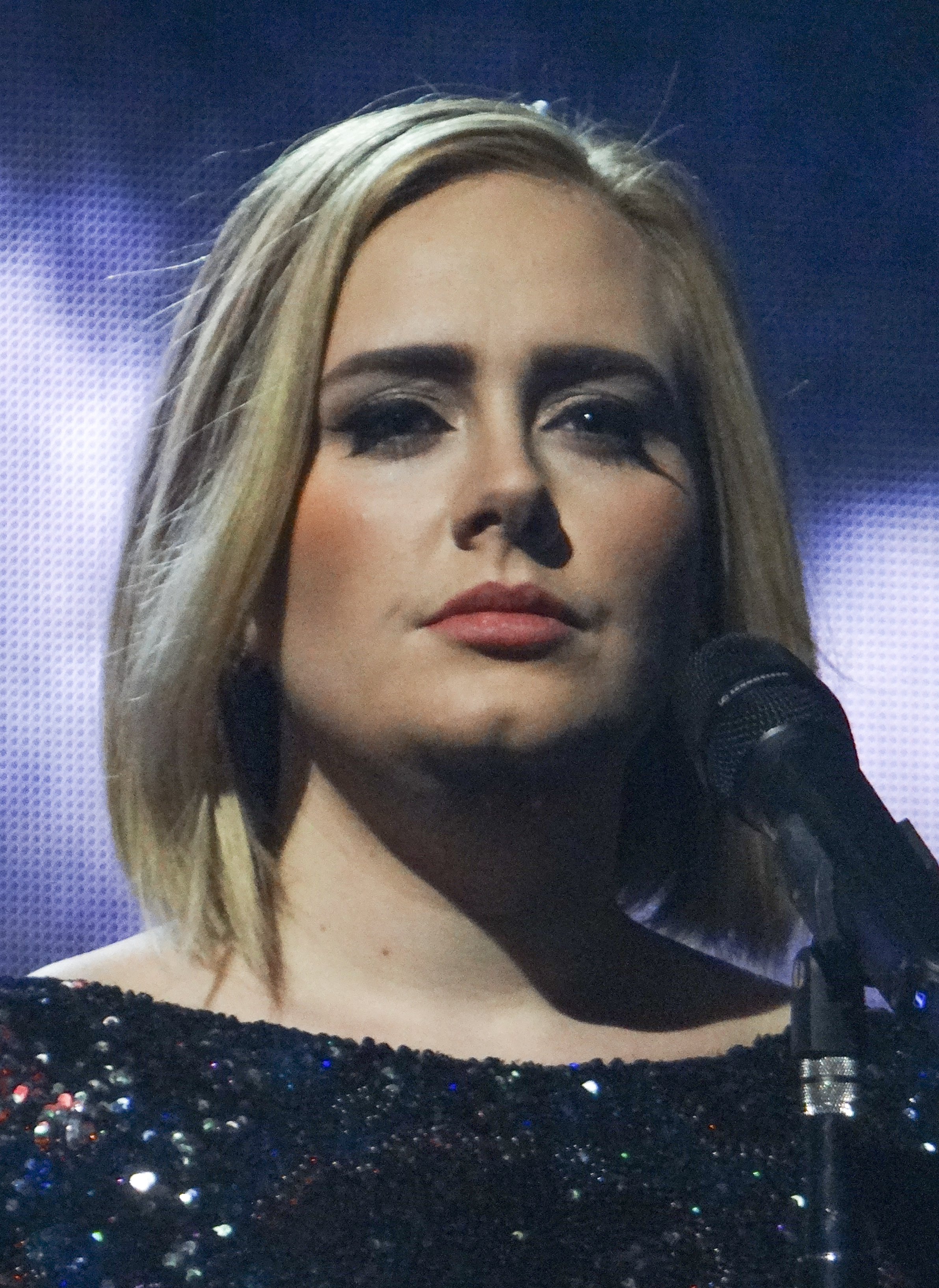
Adele (2016)

Dies ist eine Übersicht über die Auszeichnungen für Musikverkäufe der britischen Pop-, Soul- und Jazzsängerin Adele. Die Auszeichnungen finden sich nach ihrer Art (Gold, Platin usw.), nach Staaten getrennt in chronologischer Reihenfolge, geordnet sowie nach den Tonträgern selbst in alphabetischer Reihenfolge, getrennt nach Medium (Alben, Singles usw.), wieder.

## Auszeichnungen
| - Vereinigtes Königreich - 2021: für das Lied Million Years Ago - 2022: für das Lied I Miss You - 2022: für die Single Cold Shoulder - 2022: für das Lied Daydreamer - 2023: für das Lied Can I Get It - 2023: für das Lied Lovesong - 2023: für das Lied He Won’t Go - 2023: für das Lied River Lea - 2023: für das Lied My Little Love - 2024: für das Lied Take It All - 2024: für das Lied Hold On - 2024: für das Lied To Be Loved - Australien - 2012: für die Single Rumour Has It - 2012: für die Single Turning Tables - 2017: für die Single Water Under the Bridge - 2023: für die Single I Drink Wine - 2023: für das Lied Can I Get It - Belgien - 2015: für die Single Make You Feel My Love - 2016: für die Single When We Were Young - 2017: für die Single Water Under the Bridge - Brasilien - 2022: für das Lied All I Ask - 2022: für die Single Chasing Pavements - 2022: für das Lied He Won’t Go - 2022: für das Lied I’ll Be Waiting - 2022: für das Lied Lovesong - 2022: für die Single Make You Feel My Love - 2022: für das Lied My Little Love - 2022: für das Lied Take It All - 2022: für das Lied To Be Loved - 2023: für das Lied Cry Your Heart Out - 2023: für das Lied Hold On - 2023: für das Lied Strangers by Nature - Chile - 2022: für das Album 30 - Dänemark - 2011: für das Streaming Someone like You - 2021: für die Single Turning Tables - 2021: für die Autorenbeteiligung Alive (Sia) - 2023: für die Single Oh My God - 2023: für das Lied All I Ask - 2024: für die Single I Drink Wine - 2025: für das Lied Remedy - 2025: für die Single Hometown Glory - Finnland - 2011: für das Album 19 - 2012: für die Single Skyfall - Frankreich (SNEP) - 2019: für die Single Send My Love (To Your New Lover) - 2020: für das Videoalbum Live at the Royal Albert Hall - Frankreich (UPFI) - 2019: für das Album 21 - 2019: für die Single Send My Love (To Your New Lover) - Griechenland - 2021: für die Single Someone like You - 2021: für die Single Rolling in the Deep - Island - 2023: für das Album 21 - Italien - 2012: für das Videoalbum Live at the Royal Albert Hall - 2012: für die Single Rumour Has It - 2014: für die Single Chasing Pavements - 2017: für die Single Water Under the Bridge - 2022: für die Single Oh My God - 2023: für das Lied Love in the Dark - Japan - 2012: für das Album 21 - Kanada - 2016: für das Lied One & Only - 2018: für das Lied Don’t You Remember - 2018: für das Lied Lovesong - 2020: für das Lied I Miss You - Kolumbien - 2011: für das Album 21 - Mexiko - 2016: für das Album 19 - 2016: für die Single Rumour Has It - 2020: für die Single Hello - 2023: für die Single Oh My God - Neuseeland - 2019: für das Lied Remedy - 2022: für die Single Oh My God - Norwegen - 2008: für die Single Chasing Pavements - 2023: für die Single I Drink Wine - 2023: für die Single Oh My God - Österreich - 2021: für die Single Easy on Me - Polen - 2024: für die Single I Drink Wine - Portugal - 2011: für das Videoalbum Live at the Royal Albert Hall - 2022: für das Album 30 - 2022: für die Single Oh My God - 2022: für das Lied All I Ask - Schweden - 2015: für die Autorenbeteiligung Alive (Sia) - Schweiz - 2022: für die Single Oh My God - Spanien - 2012: für das Videoalbum Live at the Royal Albert Hall - 2024: für die Single Chasing Pavements - 2024: für das Lied Love in the Dark - 2024: für die Single Water Under the Bridge - 2024: für das Lied All I Ask - Südafrika - 2022: für die Single I Drink Wine - 2022: für das Lied Can I Get It - 2022: für das Lied My Little Love - Venezuela - 2012: für das Videoalbum Live at the Royal Albert Hall - Vereinigte Staaten - 2011: für die Single Make You Feel My Love - 2011: für die Single Turning Tables - 2012: für den Mastertone Rolling in the Deep - 2017: für die Single Water Under the Bridge - 2022: für die Single I Drink Wine - Vereinigtes Königreich - 2024: für das Lied One and Only - 2025: für das Lied Don’t You Remember - 2025: für das Lied Remedy - Argentinien - 2016: für das Album 25 - Australien - 2016: für die Autorenbeteiligung Alive (Sia) - 2016: für die Single When We Were Young - 2016: für die Single Send My Love (To Your New Lover) - 2021: für das Album 30 - 2022: für die Single Oh My God - 2023: für die Single Skyfall - Belgien - 2011: für die Single Set Fire to the Rain - 2012: für die Single Skyfall - 2016: für die Single Send My Love (To Your New Lover) - 2022: für die Single Easy on Me - 2024: für das Album 30 - Brasilien - 2022: für das Lied Don’t You Remember - 2022: für das Lied One and Only - 2022: für die Single Rumour Has It - 2022: für die Single Turning Tables - 2022: für die Single Water Under the Bridge - 2023: für das Lied Can I Get It - 2023: für die Single I Drink Wine - Chile - 2015: für das Album 25 - Dänemark - 2011: für das Streaming von Set Fire to the Rain - 2013: für die Single Skyfall - 2021: für die Single Send My Love (To Your New Lover) - 2021: für die Single Make You Feel My Love - 2022: für das Album 30 - 2023: für die Single Chasing Pavements - 2023: für die Single Water Under the Bridge - 2025: für das Lied Love in the Dark - Deutschland - 2011: für die Single Rolling in the Deep - 2011: für die Single Set Fire to the Rain - 2012: für das Album 19 - 2012: für die Single Someone like You - 2015: für die Single Hello - 2023: für die Single Easy on Me - 2024: für das Album 30 - Frankreich - 2023: für die Single Oh My God - Griechenland - 2012: für das Album 21 - 2022: für die Single Easy on Me - 2024: für die Single Skyfall - Italien - 2012: für die Single Turning Tables - 2015: für das Album 19 - 2017: für die Single Send My Love (To Your New Lover) - 2017: für die Single When We Were Young - 2018: für die Autorenbeteiligung Alive (Sia) - 2019: für die Single Make You Feel My Love - 2022: für das Album 30 - Kanada - 2016: für die Autorenbeteiligung Alive (Sia) - 2017: für die Single Turning Tables - 2020: für die Single Hometown Glory - 2022: für das Lied Remedy - 2022: für das Lied Million Years Ago - 2022: für das Lied Love in the Dark - 2023: für die Single I Drink Wine - Mexiko - 2019: für die Single When We Were Young - 2019: für die Single Water Under the Bridge - 2020: für die Autorenbeteiligung Alive (Sia) - 2025: für das Album 30 - Neuseeland - 2021: für die Single Rumour Has It - 2021: für das Lied All I Ask - 2024: für das Lied One and Only - Norwegen - 2011: für das Album 21 - 2020: für die Single Send My Love (To Your New Lover) - 2020: für die Single Set Fire to the Rain - 2020: für die Single Someone like You - Österreich - 2011: für das Album 21 - 2022: für das Album 30 - Polen - 2024: für die Single Oh My God - Portugal - 2018: für das Album 25 - 2021: für die Single Rolling in the Deep - 2021: für die Single Someone like You - 2021: für die Single When We Were Young - 2022: für die Single Send My Love (To Your New Lover) - Russland - 2012: für das Album 21 - Schweiz - 2011: für die Single Set Fire to the Rain - 2016: für das Album 19 - 2016: für die Single Hello - 2022: für das Album 30 - Spanien - 2012: für das Album 19 - 2023: für das Album 30 - 2024: für die Single Make You Feel My Love - 2024: für die Single Send My Love (To Your New Lover) - 2025: für die Single Skyfall - 2025: für die Single Oh My God - Südafrika - 2022: für die Single Oh My God - Ungarn - 2015: für das Album 21 - 2022: für das Album 30 - Uruguay - 2013: für das Album 21 - Venezuela - 2012: für das Album 21 - 2016: für das Album 25 - Vereinigte Staaten - 2011: für die Single Chasing Pavements - 2012: für die Single Skyfall - 2016: für die Single Send My Love (To Your New Lover) - 2016: für die Single When We Were Young - 2022: für die Single Oh My God - 2022: für die Autorenbeteiligung Alive (Sia) - Vereinigtes Königreich - 2020: für die Single Water Under the Bridge - 2021: für die Autorenbeteiligung Alive (Sia) - 2022: für die Single Turning Tables - 2022: für das Lied All I Ask - 2023: für das Lied Love in the Dark - 2023: für die Single Oh My God - 2023: für die Single I Drink Wine - 2024: für die Single Rumour Has It | - Deutschland - 2025: für die Single Skyfall - Australien - 2012: für das Album 19 - Belgien - 2012: für das Album 19 - 2013: für die Single Someone like You - Brasilien - 2023: für das Album 30 - Chile - 2012: für das Album 21 - Dänemark - 2011: für das Streaming von Rolling in the Deep - 2023: für die Single Easy on Me - Finnland - 2011: für das Album 21 - 2015: für das Album 25 - Griechenland - 2024: für die Single Set Fire to the Rain - Kanada - 2022: für das Lied All I Ask - 2023: für die Single Oh My God - 2023: für das Album 30 - Mexiko - 2015: für die Single Set Fire to the Rain - 2016: für die Single Skyfall - 2023: für die Single Easy on Me - Neuseeland - 2023: für die Single Chasing Pavements - 2024: für die Single Skyfall - Norwegen - 2020: für die Single When We Were Young - 2020: für die Single Rolling in the Deep - Polen - 2017: für die Autorenbeteiligung Alive (Sia) - Portugal - 2012: für das Album 21 - 2023: für die Single Set Fire to the Rain - Schweden - 2018: für das Album 25 - 2022: für die Single Easy on Me - 2023: für das Album 30 - Spanien - 2015: für das Album 25 - 2024: für die Single When We Were Young - Südafrika - 2015: für das Album 25 - 2022: für die Single Easy on Me - Vereinigte Staaten - 2012: für die Single Rumour Has It - Vereinigtes Königreich - 2022: für die Single Chasing Pavements - 2024: für die Single Hometown Glory - Mexiko - 2014: für die Single Someone like You - Australien - 2012: für die Single Set Fire to the Rain - Belgien - 2016: für die Single Hello - Dänemark - 2024: für das Album 19 - 2024: für die Single Rolling in the Deep - 2024: für die Single Set Fire to the Rain - 2025: für die Single When We Were Young - Europa (IFPI) - 2011: für das Album 19 - Frankreich (SNEP) - 2023: für das Album 30 - Italien - 2012: für die Single Skyfall - 2012: für die Single Set Fire to the Rain - 2024: für die Single Easy on Me - Kanada - 2020: für die Single Rumour Has It - 2021: für die Single Water Under the Bridge - 2023: für die Single Chasing Pavements - Mexiko - 2019: für das Videoalbum Live at the Royal Albert Hall - 2020: für die Single Send My Love (To Your New Lover) - 2020: für das Album 21 - Neuseeland - 2023: für das Album 30 - 2023: für die Single Water Under the Bridge - Niederlande - 2009: für das Album 19 - Norwegen - 2023: für die Single Easy on Me - Österreich - 2016: für das Album 25 - Polen - 2024: für die Single Easy on Me - Schweden - 2012: für das Album 21 - 2012: für die Single Rolling in the Deep - Schweiz - 2011: für die Single Rolling in the Deep - 2022: für die Single Easy on Me - Spanien - 2016: für die Single Hello - 2024: für die Single Rolling in the Deep - 2024: für die Single Easy on Me - 2024: für die Single Set Fire to the Rain - Vereinigte Staaten - 2022: für das Album 30 - Vereinigtes Königreich - 2013: für das Videoalbum Live at the Royal Albert Hall - 2022: für die Single When We Were Young - 2024: für die Single Skyfall - 2025: für das Album 30 - 2025: für die Single Send My Love (To Your New Lover) - Mexiko - 2020: für das Album 25 - Argentinien - 2013: für das Album 21 - Belgien - 2016: für die Single Rolling in the Deep - Dänemark - 2023: für die Single Hello - 2025: für die Single Someone like You - Deutschland - 2012: für das Videoalbum Live at the Royal Albert Hall - Europa (Impala) - 2011: für das Album 19 - Italien - 2015: für die Single Rolling in the Deep - Kanada - 2020: für das Album 19 - Neuseeland - 2022: für die Single Send My Love (To Your New Lover) - 2023: für das Album 19 - 2024: für die Single Make You Feel My Love - Norwegen - 2020: für das Album 25 - Polen - 2024: für das Album 30 - Portugal - 2024: für die Single Easy on Me - Spanien - 2024: für die Single Someone like You - Vereinigte Staaten - 2012: für die Single Set Fire to the Rain - 2022: für die Single Easy on Me - 2025: für das Album 19 - Vereinigtes Königreich - 2023: für die Single Make You Feel My Love - 2024: für die Single Set Fire to the Rain - 2025: für die Single Easy on Me - Mexiko - 2016: für die Single Rolling in the Deep - Italien - 2016: für das Album 25 - Kanada - 2017: für die Single Skyfall - 2022: für die Single Make You Feel My Love - Neuseeland - 2024: für die Single Set Fire to the Rain - 2024: für die Single Easy on Me - 2025: für die Single When We Were Young - Spanien - 2012: für das Album 21 - Ungarn - 2016: für das Album 25 - Vereinigte Staaten - 2012: für die Single Someone like You - Vereinigtes Königreich - 2024: für die Single Hello - 2024: für die Single Rolling in the Deep | - Australien - 2023: für die Single Easy on Me - Belgien - 2012: für das Album 21 - Deutschland - 2017: für das Album 25 - Italien - 2019: für die Single Hello - Kanada - 2022: für die Single When We Were Young - 2022: für die Single Send My Love (To Your New Lover) - Neuseeland - 2023: für die Single Hello - Norwegen - 2020: für die Single Hello - Schweiz - 2016: für das Album 25 - Australien - 2012: für die Single Rolling in the Deep - 2012: für die Single Someone like You - 2013: für das Videoalbum Live at the Royal Albert Hall - 2016: für die Single Hello - Dänemark - 2025: für das Album 25 - Italien - 2012: für die Single Someone like You - Kanada - 2023: für die Single Easy on Me - Neuseeland - 2024: für die Single Someone like You - 2025: für die Single Rolling in the Deep - Schweiz - 2016: für das Album 21 - Vereinigte Staaten - 2016: für die Single Hello - Vereinigtes Königreich - 2024: für die Single Someone like You - Belgien - 2016: für das Album 25 - Deutschland - 2013: für das Album 21 - Niederlande - 2015: für das Album 25 - Vereinigte Staaten - 2013: für die Single Rolling in the Deep - Vereinigtes Königreich - 2018: für das Album 19 - Italien - 2022: für das Album 21 - Niederlande - 2011: für das Album 21 - Australien - 2017: für das Album 25 - Europa (IFPI) - 2012: für das Album 21 - Vereinigte Staaten - 2012: für das Videoalbum Live at the Royal Albert Hall - Dänemark - 2025: für das Album 21 - Vereinigte Staaten - 2025: für das Album 25 - Vereinigtes Königreich - 2023: für das Album 25 - Vereinigte Staaten - 2016: für das Album 21 - Neuseeland - 2023: für das Album 25 - Australien - 2019: für das Album 21 - Neuseeland - 2024: für das Album 21 - Vereinigtes Königreich - 2018: für das Album 21 - Irland - 2012: für das Album 21 - Europa (Impala) - 2012: für das Album 21 - Brasilien - 2019: für das Album 25 - 2022: für die Single Skyfall - 2022: für die Single When We Were Young - 2022: für die Single Someone like You - 2023: für die Single Oh My God - Frankreich - 2022: für die Single Easy on Me - Kanada - 2012: für das Videoalbum Live at the Royal Albert Hall - 2016: für das Album 25 - 2017: für die Single Rolling in the Deep - 2017: für die Single Hello - 2019: für die Single Someone like You - 2023: für die Single Set Fire to the Rain - Mexiko - 2019: für das Album 21 - 2019: für die Single Hello - Polen - 2015: für das Album 25 - Brasilien - 2012: für das Album Live at the Royal Albert Hall - 2022: für die Single Send My Love (To Your New Lover) - 2022: für die Single Set Fire to the Rain - Kanada - 2018: für das Album 21 - Polen - 2012: für das Album 21 - Brasilien - 2019: für das Album 21 - 2022: für die Single Hello - 2022: für die Single Rolling in the Deep - 2023: für die Single Easy on Me - Brasilien - 2014: für das Videoalbum Live at the Royal Albert Hall |

## Auszeichnungen nach Alben

### 19
| Land/Region                  | Auszeichnungen für Musikverkäufe (Land/Region, Auszeichnung, Verkäufe) | Verkäufe    |
| ---------------------------- | ---------------------------------------------------------------------- | ----------- |
| Australien (ARIA)            | 2× Platin                                                              | 214.000     |
| Belgien (BRMA)               | 2× Platin                                                              | 60.000      |
| Dänemark (IFPI)              | 3× Platin                                                              | 60.000      |
| Deutschland (BVMI)           | Platin                                                                 | 200.000     |
| Europa (IFPI)                | 3× Platin                                                              | (3.000.000) |
| Europa (Impala)              | 4× Platin                                                              | (1.600.000) |
| Finnland (IFPI)              | Gold                                                                   | 15.709      |
| Italien (FIMI)               | Platin                                                                 | 50.000      |
| Kanada (MC)                  | 4× Platin                                                              | 400.000     |
| Mexiko (AMPROFON)            | Gold                                                                   | 40.000      |
| Neuseeland (RMNZ)            | 4× Platin                                                              | 60.000      |
| Niederlande (NVPI)           | 3× Platin                                                              | 350.000     |
| Schweiz (IFPI)               | Platin                                                                 | 30.000      |
| Spanien (Promusicae)         | Platin                                                                 | 80.000      |
| Vereinigte Staaten (RIAA)    | 4× Platin                                                              | 4.000.000   |
| Vereinigtes Königreich (BPI) | 8× Platin                                                              | 2.450.000   |
| Insgesamt                    | 2× Gold · 41× Platin ·                                                 | 8.009.709   |

### 21
| Land/Region                  | Auszeichnungen für Musikverkäufe (Land/Region, Auszeichnung, Verkäufe) | Verkäufe     |
| ---------------------------- | ---------------------------------------------------------------------- | ------------ |
| Argentinien (CAPIF)          | 4× Platin                                                              | 120.000      |
| Australien (ARIA)            | 17× Platin                                                             | 1.190.000    |
| Belgien (BRMA)               | 6× Platin                                                              | 180.000      |
| Brasilien (PMB)              | 3× Diamant                                                             | 480.000      |
| Chile (IFPI)                 | 2× Platin                                                              | 30.000       |
| Dänemark (IFPI)              | 11× Platin                                                             | 220.000      |
| Deutschland (BVMI)           | 8× Platin                                                              | 1.600.000    |
| Europa (IFPI)                | 10× Platin                                                             | (10.000.000) |
| Europa (Impala)              | 25× Platin                                                             | (10.000.000) |
| Finnland (IFPI)              | 2× Platin                                                              | 83.234       |
| Frankreich (SNEP)            | —                                                                      | 1.740.000    |
| Frankreich (UPFI)            | Gold                                                                   | (50.000)     |
| Griechenland (IFPI)          | Platin                                                                 | 6.000        |
| Irland (IRMA)                | 18× Platin                                                             | 270.000      |
| Island (IFPI)                | Gold                                                                   | 2.500        |
| Italien (FIMI)               | 9× Platin                                                              | 450.000      |
| Japan (RIAJ)                 | Gold                                                                   | 100.000      |
| Kanada (MC)                  | 2× Diamant                                                             | 1.600.000    |
| Kolumbien (ASINCOL)          | Gold                                                                   | 5.000        |
| Mexiko (AMPROFON)            | Diamant · + 3× Platin                                                  | 480.000      |
| Neuseeland (RMNZ)            | 17× Platin                                                             | 255.000      |
| Niederlande (NVPI)           | 9× Platin                                                              | 450.000      |
| Norwegen (IFPI)              | Platin                                                                 | 30.000       |
| Österreich (IFPI)            | Platin                                                                 | 20.000       |
| Polen (ZPAV)                 | 2× Diamant                                                             | 200.000      |
| Portugal (AFP)               | 2× Platin                                                              | 30.000       |
| Russland (NFPF)              | Platin                                                                 | 10.000       |
| Schweden (IFPI)              | 3× Platin                                                              | 120.000      |
| Schweiz (IFPI)               | 7× Platin                                                              | 210.000      |
| Spanien (Promusicae)         | 5× Platin                                                              | 300.000      |
| Ungarn (MAHASZ)              | Platin                                                                 | 6.000        |
| Uruguay (CUD)                | Platin                                                                 | 4.000        |
| Venezuela (APFV)             | Platin                                                                 | 10.000       |
| Vereinigte Staaten (RIAA)    | 14× Platin                                                             | 14.960.000   |
| Vereinigtes Königreich (BPI) | 18× Platin                                                             | 5.400.000    |
| Insgesamt                    | 4× Gold · 187× Platin · 9× Diamant ·                                   | 30.561.734   |

### 25
| Land/Region                  | Auszeichnungen für Musikverkäufe (Land/Region, Auszeichnung, Verkäufe) | Verkäufe   |
| ---------------------------- | ---------------------------------------------------------------------- | ---------- |
| Argentinien (CAPIF)          | Platin                                                                 | 30.000     |
| Australien (ARIA)            | 10× Platin                                                             | 700.000    |
| Belgien (BRMA)               | 8× Platin                                                              | 240.000    |
| Brasilien (PMB)              | Diamant                                                                | 160.000    |
| Chile (IFPI)                 | Platin                                                                 | 10.000     |
| Dänemark (IFPI)              | 7× Platin                                                              | 140.000    |
| Deutschland (BVMI)           | 6× Platin                                                              | 1.200.000  |
| Finnland (IFPI)              | 2× Platin                                                              | 47.482     |
| Frankreich (SNEP)            | —                                                                      | 1.000.000  |
| Irland (IRMA)                | —                                                                      | 107.000    |
| Island (IFPI)                | —                                                                      | 1.300      |
| Italien (FIMI)               | 5× Platin                                                              | 250.000    |
| Japan (RIAJ)                 | —                                                                      | 56.481     |
| Kanada (MC)                  | Diamant                                                                | 1.093.000  |
| Mexiko (AMPROFON)            | 7× Gold                                                                | 210.000    |
| Neuseeland (RMNZ)            | 15× Platin                                                             | 225.000    |
| Niederlande (NVPI)           | 8× Platin                                                              | 320.000    |
| Norwegen (IFPI)              | 4× Platin                                                              | 80.000     |
| Österreich (IFPI)            | 3× Platin                                                              | 45.000     |
| Polen (ZPAV)                 | Diamant                                                                | 100.000    |
| Portugal (AFP)               | Platin                                                                 | 15.000     |
| Schweden (IFPI)              | 2× Platin                                                              | 80.000     |
| Schweiz (IFPI)               | 6× Platin                                                              | 120.000    |
| Spanien (Promusicae)         | 2× Platin                                                              | 80.000     |
| Südafrika (RISA)             | 2× Platin                                                              | 80.000     |
| Ungarn (MAHASZ)              | 5× Platin                                                              | 10.000     |
| Venezuela (APFV)             | Platin                                                                 | 10.000     |
| Vereinigte Staaten (RIAA)    | 12× Platin                                                             | 12.000.000 |
| Vereinigtes Königreich (BPI) | 13× Platin                                                             | 3.900.000  |
| Insgesamt                    | 1× Gold · 107× Platin · 4× Diamant ·                                   | 22.310.263 |

### 30
| Land/Region                  | Auszeichnungen für Musikverkäufe (Land/Region, Auszeichnung, Verkäufe) | Verkäufe  |
| ---------------------------- | ---------------------------------------------------------------------- | --------- |
| Australien (ARIA)            | Platin                                                                 | 70.000    |
| Belgien (BRMA)               | Platin                                                                 | 20.000    |
| Brasilien (PMB)              | 2× Platin                                                              | 80.000    |
| Chile (IFPI)                 | Gold                                                                   | 2.500     |
| Dänemark (IFPI)              | Platin                                                                 | 20.000    |
| Deutschland (BVMI)           | Platin                                                                 | 200.000   |
| Frankreich (SNEP)            | 3× Platin                                                              | 300.000   |
| Italien (FIMI)               | Platin                                                                 | 50.000    |
| Kanada (MC)                  | 3× Platin                                                              | 240.000   |
| Mexiko (AMPROFON)            | Platin                                                                 | 140.000   |
| Neuseeland (RMNZ)            | 3× Platin                                                              | 45.000    |
| Österreich (IFPI)            | Platin                                                                 | 15.000    |
| Polen (ZPAV)                 | 4× Platin                                                              | 80.000    |
| Portugal (AFP)               | Gold                                                                   | 7.500     |
| Schweden (IFPI)              | 2× Platin                                                              | 60.000    |
| Schweiz (IFPI)               | Platin                                                                 | 20.000    |
| Spanien (Promusicae)         | Platin                                                                 | 40.000    |
| Ungarn (MAHASZ)              | Platin                                                                 | 4.000     |
| Vereinigte Staaten (RIAA)    | 3× Platin                                                              | 3.000.000 |
| Vereinigtes Königreich (BPI) | 3× Platin                                                              | 900.000   |
| Insgesamt                    | 2× Gold · 33× Platin ·                                                 | 5.294.000 |

## Auszeichnungen nach EPs

### iTunes Live from SoHo
| Land/Region               | Auszeichnungen für Musikverkäufe (Land/Region, Auszeichnung, Verkäufe) | Verkäufe |
| ------------------------- | ---------------------------------------------------------------------- | -------- |
| Vereinigte Staaten (RIAA) | —                                                                      | 81.000   |
| Insgesamt                 | —                                                                      | 81.000   |

### iTunes Festival: London 2011
| Land/Region               | Auszeichnungen für Musikverkäufe (Land/Region, Auszeichnung, Verkäufe) | Verkäufe |
| ------------------------- | ---------------------------------------------------------------------- | -------- |
| Vereinigte Staaten (RIAA) | —                                                                      | 72.000   |
| Insgesamt                 | —                                                                      | 72.000   |

## Auszeichnungen nach Singles

### Hometown Glory
| Land/Region                  | Auszeichnungen für Musikverkäufe (Land/Region, Auszeichnung, Verkäufe) | Verkäufe  |
| ---------------------------- | ---------------------------------------------------------------------- | --------- |
| Dänemark (IFPI)              | Gold                                                                   | 45.000    |
| Kanada (MC)                  | Platin                                                                 | 80.000    |
| Vereinigtes Königreich (BPI) | 2× Platin                                                              | 1.200.000 |
| Insgesamt                    | 1× Gold · 3× Platin ·                                                  | 1.325.000 |

### Chasing Pavements
| Land/Region                  | Auszeichnungen für Musikverkäufe (Land/Region, Auszeichnung, Verkäufe) | Verkäufe  |
| ---------------------------- | ---------------------------------------------------------------------- | --------- |
| Brasilien (PMB)              | Gold                                                                   | 30.000    |
| Dänemark (IFPI)              | Platin                                                                 | 90.000    |
| Italien (FIMI)               | Gold                                                                   | 15.000    |
| Kanada (MC)                  | 3× Platin                                                              | 240.000   |
| Neuseeland (RMNZ)            | 2× Platin                                                              | 60.000    |
| Norwegen (IFPI)              | Gold                                                                   | 5.000     |
| Spanien (Promusicae)         | Gold                                                                   | 30.000    |
| Vereinigte Staaten (RIAA)    | Platin                                                                 | 1.000.000 |
| Vereinigtes Königreich (BPI) | 2× Platin                                                              | 1.200.000 |
| Insgesamt                    | 4× Gold · 9× Platin ·                                                  | 2.670.000 |

### Cold Shoulder
| Land/Region                  | Auszeichnungen für Musikverkäufe (Land/Region, Auszeichnung, Verkäufe) | Verkäufe |
| ---------------------------- | ---------------------------------------------------------------------- | -------- |
| Vereinigtes Königreich (BPI) | Silber                                                                 | 200.000  |
| Insgesamt                    | 1× Silber ·                                                            | 200.000  |

### Make You Feel My Love
| Land/Region                  | Auszeichnungen für Musikverkäufe (Land/Region, Auszeichnung, Verkäufe) | Verkäufe  |
| ---------------------------- | ---------------------------------------------------------------------- | --------- |
| Belgien (BRMA)               | Gold                                                                   | 15.000    |
| Brasilien (PMB)              | Gold                                                                   | 30.000    |
| Dänemark (IFPI)              | Platin                                                                 | 90.000    |
| Italien (FIMI)               | Platin                                                                 | 50.000    |
| Kanada (MC)                  | 5× Platin                                                              | 400.000   |
| Neuseeland (RMNZ)            | 4× Platin                                                              | 120.000   |
| Spanien (Promusicae)         | Platin                                                                 | 60.000    |
| Vereinigte Staaten (RIAA)    | Gold                                                                   | 500.000   |
| Vereinigtes Königreich (BPI) | 4× Platin                                                              | 2.400.000 |
| Insgesamt                    | 3× Gold · 16× Platin ·                                                 | 3.665.000 |

### Rolling in the Deep
| Land/Region                  | Auszeichnungen für Musikverkäufe (Land/Region, Auszeichnung, Verkäufe) | Verkäufe   |
| ---------------------------- | ---------------------------------------------------------------------- | ---------- |
| Australien (ARIA)            | 7× Platin                                                              | 490.000    |
| Belgien (BRMA)               | 4× Platin                                                              | 120.000    |
| Brasilien (PMB)              | 3× Diamant                                                             | 750.000    |
| Dänemark (IFPI)              | 3× Platin                                                              | 270.000    |
| Deutschland (BVMI)           | Platin                                                                 | 300.000    |
| Frankreich (SNEP)            | —                                                                      | 347.000    |
| Griechenland (IFPI)          | Gold                                                                   | 10.000     |
| Italien (FIMI)               | 4× Platin                                                              | 120.000    |
| Kanada (MC)                  | Diamant                                                                | 800.000    |
| Mexiko (AMPROFON)            | 9× Gold                                                                | 270.000    |
| Neuseeland (RMNZ)            | 7× Platin                                                              | 210.000    |
| Norwegen (IFPI)              | 2× Platin                                                              | 120.000    |
| Portugal (AFP)               | Platin                                                                 | 10.000     |
| Schweden (IFPI)              | 3× Platin                                                              | 120.000    |
| Schweiz (IFPI)               | 3× Platin                                                              | 90.000     |
| Spanien (Promusicae)         | 3× Platin                                                              | 180.000    |
| Südkorea (KMCA)              | —                                                                      | 3.277.929  |
| Vereinigte Staaten (RIAA)    | 8× Platin (Single) · + Gold (Mastertone)                               | 8.500.000  |
| Vereinigtes Königreich (BPI) | 5× Platin                                                              | 3.000.000  |
| Insgesamt                    | 3× Gold · 55× Platin · 4× Diamant ·                                    | 18.984.929 |

### Someone like You
| Land/Region                  | Auszeichnungen für Musikverkäufe (Land/Region, Auszeichnung, Verkäufe) | Verkäufe   |
| ---------------------------- | ---------------------------------------------------------------------- | ---------- |
| Australien (ARIA)            | 7× Platin                                                              | 490.000    |
| Belgien (BRMA)               | 2× Platin                                                              | 60.000     |
| Brasilien (PMB)              | Diamant                                                                | 250.000    |
| Dänemark (IFPI)              | 4× Platin                                                              | 360.000    |
| Deutschland (BVMI)           | Platin                                                                 | 300.000    |
| Frankreich (SNEP)            | —                                                                      | 375.100    |
| Griechenland (IFPI)          | Gold                                                                   | 10.000     |
| Italien (FIMI)               | 7× Platin                                                              | 210.000    |
| Kanada (MC)                  | Diamant                                                                | 800.000    |
| Mexiko (AMPROFON)            | 5× Gold                                                                | 150.000    |
| Neuseeland (RMNZ)            | 7× Platin                                                              | 210.000    |
| Norwegen (IFPI)              | Platin                                                                 | 60.000     |
| Portugal (AFP)               | Platin                                                                 | 10.000     |
| Spanien (Promusicae)         | 4× Platin                                                              | 240.000    |
| Südkorea (KMCA)              | —                                                                      | 1.719.929  |
| Vereinigte Staaten (RIAA)    | 5× Platin                                                              | 6.000.000  |
| Vereinigtes Königreich (BPI) | 7× Platin                                                              | 4.200.000  |
| Insgesamt                    | 2× Gold · 48× Platin · 2× Diamant ·                                    | 15.445.029 |

### Set Fire to the Rain
| Land/Region                  | Auszeichnungen für Musikverkäufe (Land/Region, Auszeichnung, Verkäufe) | Verkäufe   |
| ---------------------------- | ---------------------------------------------------------------------- | ---------- |
| Australien (ARIA)            | 3× Platin                                                              | 210.000    |
| Belgien (BRMA)               | Platin                                                                 | 30.000     |
| Brasilien (PMB)              | 2× Diamant                                                             | 500.000    |
| Dänemark (IFPI)              | 3× Platin                                                              | 270.000    |
| Deutschland (BVMI)           | Platin                                                                 | 300.000    |
| Frankreich (SNEP)            | —                                                                      | 152.000    |
| Griechenland (IFPI)          | 2× Platin                                                              | 40.000     |
| Italien (FIMI)               | 3× Platin                                                              | 90.000     |
| Kanada (MC)                  | Diamant                                                                | 800.000    |
| Mexiko (AMPROFON)            | 2× Platin                                                              | 120.000    |
| Neuseeland (RMNZ)            | 5× Platin                                                              | 150.000    |
| Norwegen (IFPI)              | Platin                                                                 | 60.000     |
| Portugal (AFP)               | 2× Platin                                                              | 20.000     |
| Schweiz (IFPI)               | Platin                                                                 | 30.000     |
| Spanien (Promusicae)         | 3× Platin                                                              | 180.000    |
| Südkorea (KMCA)              | —                                                                      | 308.124    |
| Vereinigte Staaten (RIAA)    | 4× Platin                                                              | 4.552.000  |
| Vereinigtes Königreich (BPI) | 4× Platin                                                              | 2.400.000  |
| Insgesamt                    | 35× Platin · 3× Diamant ·                                              | 10.212.124 |

### Rumour Has It
| Land/Region                  | Auszeichnungen für Musikverkäufe (Land/Region, Auszeichnung, Verkäufe) | Verkäufe  |
| ---------------------------- | ---------------------------------------------------------------------- | --------- |
| Australien (ARIA)            | Gold                                                                   | 35.000    |
| Brasilien (PMB)              | Platin                                                                 | 60.000    |
| Italien (FIMI)               | Gold                                                                   | 15.000    |
| Kanada (MC)                  | 3× Platin                                                              | 240.000   |
| Mexiko (AMPROFON)            | Gold                                                                   | 30.000    |
| Neuseeland (RMNZ)            | Platin                                                                 | 30.000    |
| Vereinigte Staaten (RIAA)    | 2× Platin                                                              | 2.000.000 |
| Vereinigtes Königreich (BPI) | Platin                                                                 | 600.000   |
| Insgesamt                    | 3× Gold · 8× Platin ·                                                  | 3.010.000 |

### Turning Tables
| Land/Region                  | Auszeichnungen für Musikverkäufe (Land/Region, Auszeichnung, Verkäufe) | Verkäufe  |
| ---------------------------- | ---------------------------------------------------------------------- | --------- |
| Australien (ARIA)            | Gold                                                                   | 35.000    |
| Brasilien (PMB)              | Platin                                                                 | 60.000    |
| Dänemark (IFPI)              | Gold                                                                   | 45.000    |
| Italien (FIMI)               | Platin                                                                 | 30.000    |
| Kanada (MC)                  | Platin                                                                 | 80.000    |
| Vereinigte Staaten (RIAA)    | Gold                                                                   | 883.000   |
| Vereinigtes Königreich (BPI) | Platin                                                                 | 600.000   |
| Insgesamt                    | 3× Gold · 4× Platin ·                                                  | 1.733.000 |

### Skyfall
| Land/Region                  | Auszeichnungen für Musikverkäufe (Land/Region, Auszeichnung, Verkäufe) | Verkäufe  |
| ---------------------------- | ---------------------------------------------------------------------- | --------- |
| Australien (ARIA)            | Platin                                                                 | 70.000    |
| Belgien (BRMA)               | Platin                                                                 | 30.000    |
| Brasilien (PMB)              | Diamant                                                                | 250.000   |
| Dänemark (IFPI)              | Platin                                                                 | 30.000    |
| Deutschland (BVMI)           | 3× Gold                                                                | 900.000   |
| Finnland (IFPI)              | Gold                                                                   | 5.214     |
| Frankreich (SNEP)            | —                                                                      | 336.000   |
| Griechenland (IFPI)          | Platin                                                                 | 20.000    |
| Italien (FIMI)               | 3× Platin                                                              | 90.000    |
| Kanada (MC)                  | 5× Platin                                                              | 400.000   |
| Mexiko (AMPROFON)            | 2× Platin                                                              | 120.000   |
| Neuseeland (RMNZ)            | 2× Platin                                                              | 60.000    |
| Spanien (Promusicae)         | Platin                                                                 | 60.000    |
| Südkorea (KMCA)              | —                                                                      | 375.002   |
| Vereinigte Staaten (RIAA)    | Platin                                                                 | 1.000.000 |
| Vereinigtes Königreich (BPI) | 3× Platin                                                              | 1.800.000 |
| Insgesamt                    | 2× Gold · 22× Platin · 1× Diamant ·                                    | 5.516.216 |

### Hello
| Land/Region                  | Auszeichnungen für Musikverkäufe (Land/Region, Auszeichnung, Verkäufe) | Verkäufe   |
| ---------------------------- | ---------------------------------------------------------------------- | ---------- |
| Australien (ARIA)            | 7× Platin                                                              | 490.000    |
| Belgien (BRMA)               | 3× Platin                                                              | 90.000     |
| Brasilien (PMB)              | 3× Diamant                                                             | 750.000    |
| Dänemark (IFPI)              | 4× Platin                                                              | 360.000    |
| Deutschland (BVMI)           | Platin                                                                 | 400.000    |
| Frankreich (SNEP)            | —                                                                      | 140.800    |
| Italien (FIMI)               | 6× Platin                                                              | 300.000    |
| Kanada (MC)                  | Diamant                                                                | 800.000    |
| Mexiko (AMPROFON)            | Diamant · + Gold                                                       | 330.000    |
| Neuseeland (RMNZ)            | 6× Platin                                                              | 180.000    |
| Norwegen (IFPI)              | 6× Platin                                                              | 360.000    |
| Schweiz (IFPI)               | Platin                                                                 | 30.000     |
| Spanien (Promusicae)         | 3× Platin                                                              | 120.000    |
| Südkorea (KMCA)              | —                                                                      | 614.186    |
| Vereinigte Staaten (RIAA)    | 7× Platin                                                              | 7.000.000  |
| Vereinigtes Königreich (BPI) | 5× Platin                                                              | 3.000.000  |
| Insgesamt                    | 1× Gold · 49× Platin · 5× Diamant ·                                    | 14.964.986 |

### When We Were Young
| Land/Region                  | Auszeichnungen für Musikverkäufe (Land/Region, Auszeichnung, Verkäufe) | Verkäufe  |
| ---------------------------- | ---------------------------------------------------------------------- | --------- |
| Australien (ARIA)            | Platin                                                                 | 70.000    |
| Belgien (BRMA)               | Gold                                                                   | 15.000    |
| Brasilien (PMB)              | Diamant                                                                | 250.000   |
| Dänemark (IFPI)              | 3× Platin                                                              | 270.000   |
| Italien (FIMI)               | Platin                                                                 | 50.000    |
| Kanada (MC)                  | 6× Platin                                                              | 480.000   |
| Mexiko (AMPROFON)            | Platin                                                                 | 60.000    |
| Neuseeland (RMNZ)            | 5× Platin                                                              | 150.000   |
| Norwegen (IFPI)              | 2× Platin                                                              | 120.000   |
| Portugal (AFP)               | Platin                                                                 | 10.000    |
| Spanien (Promusicae)         | 2× Platin                                                              | 120.000   |
| Vereinigte Staaten (RIAA)    | Platin                                                                 | 1.000.000 |
| Vereinigtes Königreich (BPI) | 3× Platin                                                              | 1.800.000 |
| Insgesamt                    | 1× Gold · 26× Platin · 1× Diamant ·                                    | 4.395.000 |

### Send My Love (To Your New Lover)
| Land/Region                  | Auszeichnungen für Musikverkäufe (Land/Region, Auszeichnung, Verkäufe) | Verkäufe  |
| ---------------------------- | ---------------------------------------------------------------------- | --------- |
| Australien (ARIA)            | Platin                                                                 | 70.000    |
| Belgien (BRMA)               | Platin                                                                 | 30.000    |
| Brasilien (PMB)              | 2× Diamant                                                             | 500.000   |
| Dänemark (IFPI)              | Platin                                                                 | 90.000    |
| Frankreich (SNEP)            | Gold                                                                   | 100.000   |
| Frankreich (UPFI)            | Gold                                                                   | (100.000) |
| Italien (FIMI)               | Platin                                                                 | 50.000    |
| Kanada (MC)                  | 6× Platin                                                              | 480.000   |
| Mexiko (AMPROFON)            | 3× Platin                                                              | 180.000   |
| Neuseeland (RMNZ)            | 4× Platin                                                              | 120.000   |
| Norwegen (IFPI)              | Platin                                                                 | 60.000    |
| Portugal (AFP)               | Platin                                                                 | 10.000    |
| Spanien (Promusicae)         | Platin                                                                 | 60.000    |
| Vereinigte Staaten (RIAA)    | Platin                                                                 | 1.000.000 |
| Vereinigtes Königreich (BPI) | 3× Platin                                                              | 1.800.000 |
| Insgesamt                    | 2× Gold · 24× Platin · 2× Diamant ·                                    | 4.550.000 |

### Water Under the Bridge
| Land/Region                  | Auszeichnungen für Musikverkäufe (Land/Region, Auszeichnung, Verkäufe) | Verkäufe  |
| ---------------------------- | ---------------------------------------------------------------------- | --------- |
| Australien (ARIA)            | Gold                                                                   | 35.000    |
| Belgien (BRMA)               | Gold                                                                   | 15.000    |
| Brasilien (PMB)              | Platin                                                                 | 60.000    |
| Dänemark (IFPI)              | Platin                                                                 | 90.000    |
| Italien (FIMI)               | Gold                                                                   | 25.000    |
| Kanada (MC)                  | 3× Platin                                                              | 240.000   |
| Mexiko (AMPROFON)            | Platin                                                                 | 60.000    |
| Neuseeland (RMNZ)            | 3× Platin                                                              | 90.000    |
| Spanien (Promusicae)         | Gold                                                                   | 30.000    |
| Vereinigte Staaten (RIAA)    | Gold                                                                   | 500.000   |
| Vereinigtes Königreich (BPI) | Platin                                                                 | 600.000   |
| Insgesamt                    | 5× Gold · 10× Platin ·                                                 | 1.745.000 |

### Easy on Me
| Land/Region                  | Auszeichnungen für Musikverkäufe (Land/Region, Auszeichnung, Verkäufe) | Verkäufe   |
| ---------------------------- | ---------------------------------------------------------------------- | ---------- |
| Australien (ARIA)            | 6× Platin                                                              | 420.000    |
| Belgien (BRMA)               | Platin                                                                 | 40.000     |
| Brasilien (PMB)              | 3× Diamant                                                             | 480.000    |
| Dänemark (IFPI)              | 2× Platin                                                              | 180.000    |
| Deutschland (BVMI)           | Platin                                                                 | 400.000    |
| Frankreich (SNEP)            | Diamant                                                                | 333.333    |
| Griechenland (IFPI)          | Platin                                                                 | 20.000     |
| Italien (FIMI)               | 3× Platin                                                              | 300.000    |
| Kanada (MC)                  | 7× Platin                                                              | 560.000    |
| Mexiko (AMPROFON)            | 2× Platin                                                              | 280.000    |
| Neuseeland (RMNZ)            | 5× Platin                                                              | 150.000    |
| Norwegen (IFPI)              | 3× Platin                                                              | 180.000    |
| Österreich (IFPI)            | Gold                                                                   | 15.000     |
| Polen (ZPAV)                 | 3× Platin                                                              | 150.000    |
| Portugal (AFP)               | 4× Platin                                                              | 40.000     |
| Schweden (IFPI)              | 2× Platin                                                              | 160.000    |
| Schweiz (IFPI)               | 3× Platin                                                              | 60.000     |
| Spanien (Promusicae)         | 3× Platin                                                              | 180.000    |
| Südafrika (RISA)             | 2× Platin                                                              | 40.000     |
| Vereinigte Staaten (RIAA)    | 4× Platin                                                              | 4.000.000  |
| Vereinigtes Königreich (BPI) | 4× Platin                                                              | 2.400.000  |
| Insgesamt                    | 1× Gold · 56× Platin · 4× Diamant ·                                    | 10.388.333 |

### Oh My God
| Land/Region                  | Auszeichnungen für Musikverkäufe (Land/Region, Auszeichnung, Verkäufe) | Verkäufe  |
| ---------------------------- | ---------------------------------------------------------------------- | --------- |
| Australien (ARIA)            | Platin                                                                 | 70.000    |
| Brasilien (PMB)              | Diamant                                                                | 160.000   |
| Dänemark (IFPI)              | Gold                                                                   | 45.000    |
| Frankreich (SNEP)            | Platin                                                                 | 200.000   |
| Italien (FIMI)               | Gold                                                                   | 50.000    |
| Kanada (MC)                  | 2× Platin                                                              | 160.000   |
| Mexiko (AMPROFON)            | Gold                                                                   | 70.000    |
| Neuseeland (RMNZ)            | Gold                                                                   | 15.000    |
| Norwegen (IFPI)              | Gold                                                                   | 30.000    |
| Polen (ZPAV)                 | Platin                                                                 | 50.000    |
| Portugal (AFP)               | Gold                                                                   | 5.000     |
| Schweiz (IFPI)               | Gold                                                                   | 10.000    |
| Spanien (Promusicae)         | Platin                                                                 | 60.000    |
| Südafrika (RISA)             | Platin                                                                 | 20.000    |
| Vereinigte Staaten (RIAA)    | Platin                                                                 | 1.000.000 |
| Vereinigtes Königreich (BPI) | Platin                                                                 | 600.000   |
| Insgesamt                    | 7× Gold · 9× Platin · 1× Diamant ·                                     | 2.545.000 |

### I Drink Wine
| Land/Region                  | Auszeichnungen für Musikverkäufe (Land/Region, Auszeichnung, Verkäufe) | Verkäufe  |
| ---------------------------- | ---------------------------------------------------------------------- | --------- |
| Australien (ARIA)            | Gold                                                                   | 35.000    |
| Brasilien (PMB)              | Platin                                                                 | 40.000    |
| Dänemark (IFPI)              | Gold                                                                   | 45.000    |
| Kanada (MC)                  | Platin                                                                 | 80.000    |
| Norwegen (IFPI)              | Gold                                                                   | 30.000    |
| Polen (ZPAV)                 | Gold                                                                   | 25.000    |
| Südafrika (RISA)             | Gold                                                                   | 10.000    |
| Vereinigte Staaten (RIAA)    | Gold                                                                   | 500.000   |
| Vereinigtes Königreich (BPI) | Platin                                                                 | 600.000   |
| Insgesamt                    | 6× Gold · 3× Platin ·                                                  | 1.365.000 |

## Auszeichnungen nach Liedern

### Daydreamer
| Land/Region                  | Auszeichnungen für Musikverkäufe (Land/Region, Auszeichnung, Verkäufe) | Verkäufe |
| ---------------------------- | ---------------------------------------------------------------------- | -------- |
| Vereinigtes Königreich (BPI) | Silber                                                                 | 200.000  |
| Insgesamt                    | 1× Silber ·                                                            | 200.000  |

### Don’t You Remember
| Land/Region                  | Auszeichnungen für Musikverkäufe (Land/Region, Auszeichnung, Verkäufe) | Verkäufe |
| ---------------------------- | ---------------------------------------------------------------------- | -------- |
| Brasilien (PMB)              | Platin                                                                 | 60.000   |
| Kanada (MC)                  | Gold                                                                   | 40.000   |
| Vereinigtes Königreich (BPI) | Gold                                                                   | 400.000  |
| Insgesamt                    | 2× Gold · 1× Platin ·                                                  | 500.000  |

### Lovesong
| Land/Region                  | Auszeichnungen für Musikverkäufe (Land/Region, Auszeichnung, Verkäufe) | Verkäufe |
| ---------------------------- | ---------------------------------------------------------------------- | -------- |
| Brasilien (PMB)              | Gold                                                                   | 30.000   |
| Kanada (MC)                  | Gold                                                                   | 40.000   |
| Vereinigtes Königreich (BPI) | Silber                                                                 | 200.000  |
| Insgesamt                    | 1× Silber · 2× Gold ·                                                  | 270.000  |

### One and Only
| Land/Region                  | Auszeichnungen für Musikverkäufe (Land/Region, Auszeichnung, Verkäufe) | Verkäufe |
| ---------------------------- | ---------------------------------------------------------------------- | -------- |
| Brasilien (PMB)              | Platin                                                                 | 60.000   |
| Kanada (MC)                  | Gold                                                                   | 40.000   |
| Neuseeland (RMNZ)            | Platin                                                                 | 30.000   |
| Vereinigtes Königreich (BPI) | Gold                                                                   | 400.000  |
| Insgesamt                    | 2× Gold · 2× Platin ·                                                  | 530.000  |

### Take It All
| Land/Region                  | Auszeichnungen für Musikverkäufe (Land/Region, Auszeichnung, Verkäufe) | Verkäufe |
| ---------------------------- | ---------------------------------------------------------------------- | -------- |
| Brasilien (PMB)              | Gold                                                                   | 30.000   |
| Vereinigtes Königreich (BPI) | Silber                                                                 | 200.000  |
| Insgesamt                    | 1× Silber · 1× Gold ·                                                  | 230.000  |

### I’ll Be Waiting
| Land/Region     | Auszeichnungen für Musikverkäufe (Land/Region, Auszeichnung, Verkäufe) | Verkäufe |
| --------------- | ---------------------------------------------------------------------- | -------- |
| Brasilien (PMB) | Gold                                                                   | 30.000   |
| Insgesamt       | 1× Gold ·                                                              | 30.000   |

### He Won’t Go
| Land/Region                  | Auszeichnungen für Musikverkäufe (Land/Region, Auszeichnung, Verkäufe) | Verkäufe |
| ---------------------------- | ---------------------------------------------------------------------- | -------- |
| Brasilien (PMB)              | Gold                                                                   | 30.000   |
| Vereinigtes Königreich (BPI) | Silber                                                                 | 200.000  |
| Insgesamt                    | 1× Silber · 1× Gold ·                                                  | 230.000  |

### All I Ask
| Land/Region                  | Auszeichnungen für Musikverkäufe (Land/Region, Auszeichnung, Verkäufe) | Verkäufe |
| ---------------------------- | ---------------------------------------------------------------------- | -------- |
| Brasilien (PMB)              | Gold                                                                   | 30.000   |
| Dänemark (IFPI)              | Gold                                                                   | 45.000   |
| Kanada (MC)                  | 2× Platin                                                              | 160.000  |
| Neuseeland (RMNZ)            | Platin                                                                 | 30.000   |
| Portugal (AFP)               | Gold                                                                   | 5.000    |
| Spanien (Promusicae)         | Gold                                                                   | 30.000   |
| Vereinigtes Königreich (BPI) | Platin                                                                 | 600.000  |
| Insgesamt                    | 4× Gold · 4× Platin ·                                                  | 900.000  |

### I Miss You
| Land/Region                  | Auszeichnungen für Musikverkäufe (Land/Region, Auszeichnung, Verkäufe) | Verkäufe |
| ---------------------------- | ---------------------------------------------------------------------- | -------- |
| Kanada (MC)                  | Gold                                                                   | 40.000   |
| Vereinigtes Königreich (BPI) | Silber                                                                 | 200.000  |
| Insgesamt                    | 1× Silber · 1× Gold ·                                                  | 240.000  |

### Love in the Dark
| Land/Region                  | Auszeichnungen für Musikverkäufe (Land/Region, Auszeichnung, Verkäufe) | Verkäufe |
| ---------------------------- | ---------------------------------------------------------------------- | -------- |
| Dänemark (IFPI)              | Platin                                                                 | 90.000   |
| Italien (FIMI)               | Gold                                                                   | 50.000   |
| Kanada (MC)                  | Platin                                                                 | 80.000   |
| Spanien (Promusicae)         | Gold                                                                   | 30.000   |
| Vereinigtes Königreich (BPI) | Platin                                                                 | 600.000  |
| Insgesamt                    | 2× Gold · 3× Platin ·                                                  | 850.000  |

### Million Years Ago
| Land/Region                  | Auszeichnungen für Musikverkäufe (Land/Region, Auszeichnung, Verkäufe) | Verkäufe |
| ---------------------------- | ---------------------------------------------------------------------- | -------- |
| Kanada (MC)                  | Platin                                                                 | 80.000   |
| Vereinigtes Königreich (BPI) | Silber                                                                 | 200.000  |
| Insgesamt                    | 1× Silber · 1× Platin ·                                                | 280.000  |

### Remedy
| Land/Region                  | Auszeichnungen für Musikverkäufe (Land/Region, Auszeichnung, Verkäufe) | Verkäufe |
| ---------------------------- | ---------------------------------------------------------------------- | -------- |
| Dänemark (IFPI)              | Gold                                                                   | 45.000   |
| Kanada (MC)                  | Platin                                                                 | 80.000   |
| Neuseeland (RMNZ)            | Gold                                                                   | 15.000   |
| Vereinigtes Königreich (BPI) | Gold                                                                   | 400.000  |
| Insgesamt                    | 3× Gold · 1× Platin ·                                                  | 540.000  |

### River Lea
| Land/Region                  | Auszeichnungen für Musikverkäufe (Land/Region, Auszeichnung, Verkäufe) | Verkäufe |
| ---------------------------- | ---------------------------------------------------------------------- | -------- |
| Vereinigtes Königreich (BPI) | Silber                                                                 | 200.000  |
| Insgesamt                    | 1× Silber ·                                                            | 200.000  |

### Can I Get It
| Land/Region                  | Auszeichnungen für Musikverkäufe (Land/Region, Auszeichnung, Verkäufe) | Verkäufe |
| ---------------------------- | ---------------------------------------------------------------------- | -------- |
| Australien (ARIA)            | Gold                                                                   | 35.000   |
| Brasilien (PMB)              | Platin                                                                 | 40.000   |
| Südafrika (RISA)             | Gold                                                                   | 10.000   |
| Vereinigtes Königreich (BPI) | Silber                                                                 | 200.000  |
| Insgesamt                    | 1× Silber · 2× Gold · 1× Platin ·                                      | 285.000  |

### My Little Love
| Land/Region                  | Auszeichnungen für Musikverkäufe (Land/Region, Auszeichnung, Verkäufe) | Verkäufe |
| ---------------------------- | ---------------------------------------------------------------------- | -------- |
| Brasilien (PMB)              | Gold                                                                   | 20.000   |
| Südafrika (RISA)             | Gold                                                                   | 10.000   |
| Vereinigtes Königreich (BPI) | Silber                                                                 | 200.000  |
| Insgesamt                    | 1× Silber · 2× Gold ·                                                  | 230.000  |

### To Be Loved
| Land/Region                  | Auszeichnungen für Musikverkäufe (Land/Region, Auszeichnung, Verkäufe) | Verkäufe |
| ---------------------------- | ---------------------------------------------------------------------- | -------- |
| Brasilien (PMB)              | Gold                                                                   | 20.000   |
| Vereinigtes Königreich (BPI) | Silber                                                                 | 200.000  |
| Insgesamt                    | 1× Silber · 1× Gold ·                                                  | 220.000  |

### Strangers By Nature
| Land/Region     | Auszeichnungen für Musikverkäufe (Land/Region, Auszeichnung, Verkäufe) | Verkäufe |
| --------------- | ---------------------------------------------------------------------- | -------- |
| Brasilien (PMB) | Gold                                                                   | 20.000   |
| Insgesamt       | 1× Gold ·                                                              | 20.000   |

### Cry Your Heart Out
| Land/Region     | Auszeichnungen für Musikverkäufe (Land/Region, Auszeichnung, Verkäufe) | Verkäufe |
| --------------- | ---------------------------------------------------------------------- | -------- |
| Brasilien (PMB) | Gold                                                                   | 20.000   |
| Insgesamt       | 1× Gold ·                                                              | 20.000   |

### Hold On
| Land/Region                  | Auszeichnungen für Musikverkäufe (Land/Region, Auszeichnung, Verkäufe) | Verkäufe |
| ---------------------------- | ---------------------------------------------------------------------- | -------- |
| Brasilien (PMB)              | Gold                                                                   | 20.000   |
| Vereinigtes Königreich (BPI) | Silber                                                                 | 200.000  |
| Insgesamt                    | 1× Silber · 1× Gold ·                                                  | 220.000  |

## Auszeichnungen nach Autorenbeteiligungen und Produktionen

### Alive (Sia)
| Land/Region                  | Auszeichnungen für Musikverkäufe (Land/Region, Auszeichnung, Verkäufe) | Verkäufe  |
| ---------------------------- | ---------------------------------------------------------------------- | --------- |
| Australien (ARIA)            | Platin                                                                 | 70.000    |
| Dänemark (IFPI)              | Gold                                                                   | 45.000    |
| Italien (FIMI)               | Platin                                                                 | 50.000    |
| Kanada (MC)                  | Platin                                                                 | 80.000    |
| Mexiko (AMPROFON)            | Platin                                                                 | 60.000    |
| Polen (ZPAV)                 | 2× Platin                                                              | 40.000    |
| Schweden (IFPI)              | Gold                                                                   | 20.000    |
| Vereinigte Staaten (RIAA)    | Platin                                                                 | 1.000.000 |
| Vereinigtes Königreich (BPI) | Platin                                                                 | 600.000   |
| Insgesamt                    | 2× Gold · 8× Platin ·                                                  | 1.965.000 |

## Auszeichnungen nach Musikstreamings

### Rolling in the Deep
| Land/Region     | Auszeichnungen für Musikverkäufe (Land/Region, Auszeichnung, Verkäufe) | Verkäufe |
| --------------- | ---------------------------------------------------------------------- | -------- |
| Dänemark (IFPI) | 2× Platin                                                              | 200.000  |
| Insgesamt       | 2× Platin ·                                                            | 200.000  |

### Someone like You
| Land/Region     | Auszeichnungen für Musikverkäufe (Land/Region, Auszeichnung, Verkäufe) | Verkäufe |
| --------------- | ---------------------------------------------------------------------- | -------- |
| Dänemark (IFPI) | Gold                                                                   | 50.000   |
| Insgesamt       | 1× Gold ·                                                              | 50.000   |

### Set Fire to the Rain
| Land/Region     | Auszeichnungen für Musikverkäufe (Land/Region, Auszeichnung, Verkäufe) | Verkäufe |
| --------------- | ---------------------------------------------------------------------- | -------- |
| Dänemark (IFPI) | Platin                                                                 | 100.000  |
| Insgesamt       | 1× Platin ·                                                            | 100.000  |

## Auszeichnungen nach Videoalben

### Live at the Royal Albert Hall
| Land/Region                  | Auszeichnungen für Musikverkäufe (Land/Region, Auszeichnung, Verkäufe) | Verkäufe  |
| ---------------------------- | ---------------------------------------------------------------------- | --------- |
| Australien (ARIA)            | 7× Platin                                                              | 105.000   |
| Brasilien (PMB)              | 8× Diamant                                                             | 1.070.000 |
| Deutschland (BVMI)           | 4× Platin                                                              | 200.000   |
| Frankreich (SNEP)            | Gold                                                                   | 5.000     |
| Italien (FIMI)               | Gold                                                                   | 30.000    |
| Kanada (MC)                  | Diamant                                                                | 100.000   |
| Mexiko (AMPROFON)            | 3× Platin                                                              | 60.000    |
| Portugal (AFP)               | Gold                                                                   | 4.000     |
| Spanien (Promusicae)         | Gold                                                                   | 20.000    |
| Venezuela (APFV)             | Gold                                                                   | 5.000     |
| Vereinigte Staaten (RIAA)    | 10× Platin                                                             | 1.000.000 |
| Vereinigtes Königreich (BPI) | 3× Platin                                                              | 150.000   |
| Insgesamt                    | 5× Gold · 27× Platin · 9× Diamant ·                                    | 2.749.000 |

## Statistik und Quellen
| Land/RegionAuszeichnungen für Musikverkäufe (Land/Region, Auszeichnungen, Verkäufe, Quellen) | Silber       | Gold       | Platin         | Diamant       | Verkäufe     | Quellen                                                     |
| -------------------------------------------------------------------------------------------- | ------------ | ---------- | -------------- | ------------- | ------------ | ----------------------------------------------------------- |
| Argentinien (CAPIF)                                                                          | —            | —          | 5× Platin5     | —             | 150.000      | Einzelnachweise                                             |
| Australien (ARIA)                                                                            | —            | 5× Gold5   | 72× Platin72   | —             | 5.904.000    | aria.com.au                                                 |
| Belgien (BRMA)                                                                               | —            | 3× Gold3   | 30× Platin30   | —             | 945.000      | ultratop.be                                                 |
| Brasilien (PMB)                                                                              | —            | 12× Gold12 | 9× Platin9     | 29× Diamant29 | 6.390.000    | pro-musicabr.org.br                                         |
| Chile (IFPI)                                                                                 | —            | Gold1      | 3× Platin3     | —             | 42.500       | Einzelnachweise                                             |
| Dänemark (IFPI)                                                                              | —            | 8× Gold8   | 50× Platin50   | —             | 2.955.000    | ifpi.dk                                                     |
| Deutschland (BVMI)                                                                           | —            | Gold1      | 26× Platin26   | —             | 6.000.000    | musikindustrie.de                                           |
| Europa (IFPI)                                                                                | —            | —          | 13× Platin13   | —             | (13.000.000) | ifpi.org (Memento vom 1. Januar 2014 im Internet Archive)   |
| Europa (Impala)                                                                              | —            | —          | 29× Platin29   | —             | (11.600.000) | Einzelnachweise                                             |
| Finnland (IFPI)                                                                              | —            | 2× Gold2   | 4× Platin4     | —             | 126.639      | ifpi.fi                                                     |
| Frankreich (SNEP)                                                                            | —            | 2× Gold2   | 4× Platin4     | Diamant1      | 5.029.233    | snepmusique.com                                             |
| Frankreich (UPFI)                                                                            | —            | 2× Gold2   | —              | —             | (150.000)    | upfi.fr                                                     |
| Griechenland (IFPI)                                                                          | —            | 2× Gold2   | 5× Platin5     | —             | 106.000      | Einzelnachweise                                             |
| Irland (IRMA)                                                                                | —            | —          | 18× Platin18   | —             | 377.000      | Einzelnachweise                                             |
| Island (IFPI)                                                                                | —            | Gold1      | —              | —             | 3.800        | Einzelnachweise                                             |
| Italien (FIMI)                                                                               | —            | 6× Gold6   | 47× Platin47   | —             | 2.325.000    | fimi.it                                                     |
| Japan (RIAJ)                                                                                 | —            | Gold1      | —              | —             | 156.481      | riaj.or.jp                                                  |
| Kanada (MC)                                                                                  | —            | 4× Gold4   | 56× Platin56   | 8× Diamant8   | 11.473.000   | musiccanada.com                                             |
| Kolumbien (ASINCOL)                                                                          | —            | Gold1      | —              | —             | 5.000        | Einzelnachweise                                             |
| Mexiko (AMPROFON)                                                                            | —            | 6× Gold6   | 28× Platin28   | 2× Diamant2   | 2.660.000    | amprofon.com.mx                                             |
| Neuseeland (RMNZ)                                                                            | —            | 2× Gold2   | 92× Platin92   | —             | 2.205.000    | radioscope.co.nz NZ2                                        |
| Niederlande (NVPI)                                                                           | —            | —          | 20× Platin20   | —             | 1.120.000    | nvpi.nl                                                     |
| Norwegen (IFPI)                                                                              | —            | 3× Gold3   | 21× Platin21   | —             | 1.135.000    | ifpi.no NO2                                                 |
| Österreich (IFPI)                                                                            | —            | Gold1      | 5× Platin5     | —             | 95.000       | ifpi.at                                                     |
| Polen (ZPAV)                                                                                 | —            | Gold1      | 10× Platin10   | 3× Diamant3   | 645.000      | olis.pl                                                     |
| Portugal (AFP)                                                                               | —            | 4× Gold4   | 13× Platin13   | —             | 166.500      | Einzelnachweise                                             |
| Russland (NFPF)                                                                              | —            | —          | Platin1        | —             | 10.000       | Einzelnachweise                                             |
| Schweden (IFPI)                                                                              | —            | Gold1      | 12× Platin12   | —             | 560.000      | sverigetopplistan.se                                        |
| Schweiz (IFPI)                                                                               | —            | Gold1      | 23× Platin23   | —             | 600.000      | hitparade.ch                                                |
| Spanien (Promusicae)                                                                         | —            | 5× Gold5   | 31× Platin31   | —             | 1.900.000    | elportaldemusica.es                                         |
| Südafrika (RISA)                                                                             | —            | 3× Gold3   | 5× Platin5     | —             | 170.000      | Einzelnachweise                                             |
| Südkorea (KMCA)                                                                              | —            | —          | —              | —             | 6.295.170    | Einzelnachweise                                             |
| Ungarn (MAHASZ)                                                                              | —            | —          | 7× Platin7     | —             | 14.000       | slagerlistak.hu                                             |
| Uruguay (CUD)                                                                                | —            | —          | Platin1        | —             | 4.000        | cudisco.org (Memento vom 8. April 2015 im Internet Archive) |
| Venezuela (APFV)                                                                             | —            | Gold1      | 2× Platin2     | —             | 25.000       | Einzelnachweise                                             |
| Vereinigte Staaten (RIAA)                                                                    | —            | 5× Gold5   | 59× Platin59   | 2× Diamant2   | 75.944.000   | riaa.com                                                    |
| Vereinigtes Königreich (BPI)                                                                 | 12× Silber12 | 3× Gold3   | 95× Platin95   | —             | 47.100.000   | bpi.co.uk                                                   |
| Insgesamt                                                                                    | 12× Silber12 | 87× Gold87 | 796× Platin796 | 45× Diamant45 |              |                                                             |